# Realkreditrådet
Realkreditrådet (engelsk: Association of Danish Mortgage Banks) er en dansk brancheorganisation for realkreditinstitutter. Rådet blev etableret i 1972. I 2016 fusionerede det med Finansrådet og Realkreditforeningen til den nye organisation Finans Danmark, men optræder fortsat selvstændigt i særlige sammenhænge.

## Organisation
Realkreditrådet har syv medlemmer: Jyske Realkredit, DLR Kredit, LR Realkredit, Nordea Kredit, Realkredit Danmark, Nykredit og Totalkredit.
Formand er Carsten Nøddebo Rasmussen, Realkredit Danmark.

## Historie
Realkreditrådet blev etableret i 1972 ved en fusion af branchesamarbejdet fra tre foreninger – Kreditforeningernes Stående Fællesudvalg, Hypotekforeningernes Stående Fællesudvalg og Fællessekretariatet for de Obligationsudstedende Fonde og Finansieringsinstitutter. Den ældste forening, Kreditforeningernes Stående Fællesudvalg, blev oprettet i 1887.
I 2007 trådte den såkaldte SDO-lov i kraft. Den medførte en del ændringer i det danske realkreditsystem. Bl.a. mistede realkreditinstitutterne deres monopol på at udstede lån med pant i fast ejendom, idet bankerne nu også fik adgang til dette marked. Det førte til, at Realkredit Danmark og Nordea Kredit, der begge var tilknyttet en større bank, meldte sig ud af Realkreditrådet og i stedet dannede Realkreditforeningen for at varetage deres interesser. Kort efter skiftede LR Realkredit ligeledes fra Realkreditrådet til Realkreditforeningen. De tre organisationer i Realkreditforeningen repræsenterede knap halvdelen af den udestående obligationsgæld på realkreditmarkedet.
I december 2016 fusionerede Realkreditrådet, Finansrådet og Realkreditforeningen til en fælles interesseorganisation Finans Danmark. Som led i fusionen blev Realkreditforeningen opløst, mens Realkreditrådet fortsatte som en selvstændig forening indenfor denne struktur, nu også med deltagelse af Realkreditforeningens hidtidige medlemmer.
Efter fusionen kan Realkreditrådet fortsat "undtagelsesvist vælge at afgive selvstændige høringssvar eller udarbejde fælles høringssvar med Finans Danmark i sager, der i særlig grad påvirker realkreditinstitutter, realkredit, ejendomsfinansiering og ejendomsmarkedet". Desuden kan Realkreditrådet optræde selvstændigt i internationale forhold, hvor det er relevant i forhold til realkreditinstitutternes interesser.